# Robot Wars (película de 1993)
Robot Wars es una película de ciencia ficción estadounidense de 1993 dirigida por Albert Band y escrita por Charles Band y Jackson Barr. Cuenta la historia de un celebre piloto mech en un 2041 post-apocalíptico que debe detener secuestradores mech de provocar una guerra mundial.
Es referida a veces como una secuela de Robot Jox. Sin embargo, aunque ambas películas vinieron de la misma compañía de producción y tienen temas similares (batallas de robots gigantes), sus argumentos no están relacionados.

## Argumento
La película está ambientada en 2041, en la que los Estados Unidos ha sido devastada por "el gran espantoso  gas tóxico de 1993". Grandes áreas del país se han convertido en desiertos inhóspitos donde bandas de asaltantes llamadas "Centros" atacan los transportes. En uno de estos desiertos, el último mech activo en la Tierra, el ARM-2 (que se parece a un escorpión mecanizado) realiza recorridos para civiles, y lleva armas láser para su defensa. Es operado por Drake (Don Michael Paul), "el mejor piloto del robot en el mundo" y su compañero Stumpy (James Staley).
Durante un recorrido, el mech de Drake es emboscado por Centros. Drake se les enfrenta, y los violentos movimientos de balanceo del mech durante la batalla causa que una pasajera arqueóloga, Leda (Barbara Crampton), caiga y rompa sus valiosas muestras. Las proezas de pilotaje de Drake trae la MRAS-2 de forma segura a un puerto de escala, en donde Leda lo enfrenta por sus especímenes. Drake es retirado de sus deberes de piloto por su comandante por desobedecer órdenes, mientras Leda continúa su recorrido. Ella se dirige a Crystal Vista, una ciudad perfectamente conservada del siglo 20 que sobrevivió al espantoso gas tóxico, y en la que planea investigar alguna actividad sospechosa.
Drake muestra su superior un arma, recuperada de los Centros: su construcción revela que fue hecha por la Alianza del Este, del que China es miembro. Esto demuestra que la Alianza está apoyando al enemigo Centros, pero el comandante de Drake se niega a sancionar a la Alianza ya la economía norteamericana depende del capital Alianza.
Un dignatario de la Alianza del Este, el general Wa-Lee (Danny Kamekona) y su compañero de Chou-Sing (Yuji Okumoto) llegan a un acuerdo: la compañía encargada de MRAS-2 está dispuesta a vender su robot a la Alianza si se puede obtener la financiación para construir nuevos modelos. Como cortesía, la compañía muestra a los delegados cómo el robot es pilotado. Drake muestra animosidad, debido a sus sospechas de la Alianza. Él y Stumpy entonces son voluntarios para una peligrosa misión de operaciones especiales contra los Centros.
Lena va bajo tierra en Crystal Vista para llevar a cabo su investigación. Allí, se encuentra con el MEGA-1: un enorme mech humanoide que fue enterrado en secreto hace mucho tiempo. Centros ataca a Leda, pero Drake llega y la rescata.
El general chino saca un arma y se apodera de la MRAS-2 con su compañero, con la intención de provocar una guerra entre la Alianza del Este y América del Norte. Comienzan a destruir puntos estratégicos, y sabotear el sistema de soporte de vida con el fin de asfixiar a los pasajeros todavía en la cabina del mech. El general se dirige a Crystal Vista para matar a Drake, que se las arregla para reactivar el MEGA-1 a tiempo y salir de debajo de las calles de Crystal Vista.
Los dos mechs se encuentran en el desierto y comienzan los combates. Drake elimina la cabina del MRAS-2, salvando a los pasajeros, y finalmente logra someter al general. La película termina con un final feliz mientras él y Lena se miran amorosamente.

## Reparto
- Don Michael Paul como Drake.
- Barbara Crampton como Leda.
- James Staley como Stumpy.
- Lisa Rinna como Annie.
- Danny Kamekona como Wa-Lee.
- Yuji Okumoto como Chou-Sing.
- J. Downing como teniente Plunkett.
- Peter Haskell como Rooney.
- Sam Scarber como teniente Pritchard.
- Steve Eastin como Boles.
- Burke Byrnes como Técnico.

## Lanzamientos
Robot Wars fue lanzada originalmente en VHS por Paramount Home Video. Hizo su debut en DVD en el 2007 en el recopilatorio Full Moon Classics: Volume Two. La película también fue incluida en la edición limitada del recopilatorio Full Moon Features: The Archive Collection, una colección por el 20 aniversario que contó con 18 de las películas más populares de Full Moon. La película fue lanzada en DVD de nuevo por Shout! Factory el 14 de junio de 2011, en un doble DVD doble junto con Crash and Burn.